# Maciej Figiel
Maciej Figiel – polski biolog, profesor nauk ścisłych i przyrodniczych, pracownik naukowy Instytutu Chemii Bioorganicznej PAN, gdzie kieruje Zakładem Neurobiologii Molekularnej. Specjalizuje się w biologii człowieka i neurobiologii.

## Życiorys
W 1997 r. ukończył biotechnologię na Uniwersytecie im. Adama Mickiewicza w Poznaniu, natomiast rozprawę doktorską pt. Identification and functional characterization of extracellular signals affecting the expression of astroglial glutamate transporters obronił w 2001 r. na Uniwersytecie w Ulm. W latach 2002–2006 odbył staż podoktorski w Institut für Anatomie na Uniwersytecie w Lipsku. Od 2009 r. jest zatrudniony w ICHB PAN. Stopień doktora habilitowanego nauk biologicznych nadał mu w 2015 r. Instytut Biologii Doświadczalnej im. Marcelego Nenckiego PAN na podstawie pracy pt. Stworzenie pierwszego modelu knock-in SCA3, wykrycie fenotypu choroby neurodegeneracyjnej w tym modelu oraz wyprodukowanie nowych baz danych mysich modeli chorób poliQ. W 2024 r. uzyskał tytuł profesora. Do marca 2024 r. wypromował w IChB PAN 5 doktorów.
Odznaczony Krzyżem Kawalerskim Orderu Odrodzenia Polski (2020).

## Projekty badawcze
Kierowane projekty badacze, finansowane przez 
- Narodowe Centrum Nauki[7][8]:
  - Definiowanie nowych mechanizmów neurodegeneracji z użyciem pierwszego modelu knock-in SCA3/MJD (SONATA BIS 3; 2014–2020)
  - Odkrywanie zaburzeń rozwoju mózgu w chorobie Huntingtona wynikających z obniżenia całkowitego poziomu huntingtyny w HD, z użyciem iPSC z młodzieńczej formy HD i fuzyjnych organoidów mózgowych (OPUS 16; 2019–2023)
  - Badanie nowej strategii terapeutycznej zmierzającej do obniżenia zmutowanego białka w SCA3/MJD (OPUS 21; od 2022)
  - Mechanizmy molekularne terapeutycznych podejść żywieniowych w neurodegeneracji (JPND Call, od 2023)

- Narodowe Centrum Badań i Rozwoju[9]:
  - Allelo-specyficzne obniżenie poziomu białek polyQ jako strategia terapeutyczna dla choroby Huntingtona oraz ataksji rdzeniowo-móżdżkowych typu 3 i 7 (E-RARE, 2018–2022)
  - Terapia genowa ataksji rdzeniowo-móżdżkowych: przywracanie prawidłowego metabolizmu cholesterolu poprzez mózgową nadekspresję 24-hydroksylazy cholesterolowej (CYP46A1) (E-RARE, 2018–2022)
  - Adaptacyjne wielopoziomowe inteligentne zarządzanie danymi dla systemów eksaskalowych (European High-Performance Computing Joint Undertaking; od 2021)
- Komisję Europejską:
  - Adaptacyjne wielopoziomowe inteligentne zarządzanie danymi dla systemów eksaskalowych  (European High-Performance Computing Joint Undertaking; od 2021)[10]